# Polystichum × silviamontanum
Polystichum × silviamontanum là một loài dương xỉ trong họ Dryopteridaceae. Loài này được Miyam. & T. Nakam. mô tả khoa học đầu tiên năm 1983.
Danh pháp khoa học của loài này chưa được làm sáng tỏ. 